# Герерсдорф-Зульц
Герерсдорф-Зульц (нім. Gerersdorf-Sulz) — місто та громада на сході Австрії в окрузі Гюссінг у федеральній землі Бургенланд.

## Склад
Громада включає у себе три населених пункти:
- Герерсдорф (нім. Gerersdorf bei Güssing, 484 осіб)
- Рехграбен (нім. Rehgraben, 167 осіб)
- Зульц (нім. Sulz im Burgenland, 367 осіб)

## Історія
До 1920 року місто належало до Угорщини, де називалось Немецзентгрот-Соскут. Після Першої світової війни місто відійшло до новоствореної республіки Бургенланд. У 1922 Бургенланд став частиною Австрії.
У селищі Зульц є замок 18 століття. Під час Другої світової війни замок використовувався як госпіталь для поранених російських солдатів. Раніше він належав єврейській родині. Зі смертю власника в 1962 році будівля почала руйнуватися. У 1973 році замок був оголошений національним пам'ятником і був відреставрований.
В районі є кілька мінеральних джерел, які вже були відомі римлянам. У 1905 році тут побудований цех для розливу води. Зараз цей цех розливає бутильовану воду для фірми Güssinger.

## Населення
Згідно з переписом 2011 року населення становило 1050 осіб. За останніх 120 років чисельність населення зменшилось вдвічі: за даними 1890 року тут проживало 2078 осіб.

## Політика
У міську раду входить 15 депутатів. З 2012 року 9 місць займають представники АНП (Австрійська народна партія), 6 місць — СДПА (Соціал-демократична партія Австрії).
Мером міста з 2012 року є Вільгельм Паммер із АНП.